# Dariusz Dereniowski
 Dariusz Piotr Dereniowski  (ur. 1979) – polski informatyk i matematyk, nauczyciel akademicki, profesor nauk inżynieryjno–technicznych.

## Życiorys
W 2003 ukończył studia matematyczne o specjalności informatyka i metody numeryczne na Uniwersytecie Gdańskim, natomiast w 2004 – inżynierskie w zakresie informatyki na Politechnice Gdańskiej.
Doktoryzował się na podstawie pracy pt. Równoległe szeregowanie zadań metodą uporządkowanego kolorowania grafów, napisanej pod kierunkiem prof. Marka Kubale (2006). Habilitację uzyskał na podstawie rozprawy pt. Modele i metody przeszukiwania struktur grafowych (2013).
1 czerwca 2022 roku został mu nadany tytuł profesora nauk inżynieryjno–technicznych w dyscyplinie informatyka techniczna i telekomunikacja.
Zawodowo związany jest z Politechniką Gdańską, gdzie pracuje w Katedrze Algorytmów i Modelowania Systemów na Wydziale Elektroniki, Telekomunikacji i Informatyki.

## Nagrody
- Nagroda im. Witolda Lipskiego w 2008[7].